# Nomada keroanensis
Nomada keroanensis är en biart som beskrevs av Pérez 1895. Nomada keroanensis ingår i släktet gökbin, och familjen långtungebin. Inga underarter finns listade i Catalogue of Life.